# Bayerova
Bayerova je přírodní rezervace severně od obce Křtiny v okrese Blansko. Pár desítek metrů od rezervace se nachází Arboretum Křtiny. Účelem vyhlášení byla ochrana přirozených smíšených porostů na kulmské drobě.

## Předmět ochrany
Důvodem ochrany je zachování ojedinělého biotopu zvláště chráněných druhů rostlin v sinusii podrostu přírodě blízkého až přirozeného porostu Querceto-fageta, Querceto-fageta tiliosa a Fageta quercina. Na území rezervace se nachází památník Augusta Bayera, profesora tehdejší lesnické fakulty Vysoké školy zemědělské v Brně.